# Bäckefors
Bäckefors – miejscowość (tätort) w Szwecji, w regionie administracyjnym (län) Västra Götaland, w gminie Bengtsfors.
Według danych Szwedzkiego Urzędu Statystycznego liczba ludności wyniosła: 709 (31 grudnia 2015), 701 (31 grudnia 2018) i 679 (31 grudnia 2019).